# Katsiaryna Halkina
Katsiaryna Halkina (Minsk, Bielorrusia, 25 de febrero de 1997) es una gimnasta rítmica bielorrusa. Sus máximos triunfos han sido cuatro medallas de plata: en el Mundial de 2014 y Mundial de 2015 ganó la plata en el concurso por equipos, y el Mundial de 2017  y Mundial de 2018 en la modalidad de mazas. Fue medalla de bronce en el concurso general del Europeo celebrado en Guadalajara, España en el 2018 .